# 四郎丸村
四郎丸村（しろうまるむら）は、かつて新潟県古志郡にあった村。

## 沿革
- 1889年（明治22年）4月1日 - 町村制施行に伴い古志郡四郎丸村、土合村、上条村が合併し、四郎丸村が発足。
- 1901年（明治34年）11月1日 - 古志郡川崎村と合併し、四郎丸村を新設。
- 1921年（大正10年）12月1日 - 長岡市に編入され消滅。